# Jovana Kovačević
Jovana Kovačević (født 9. juli 1996 i Beograd, Serbien) er en kvindelig serbisk håndboldspiller som spiller for Érd NK og Serbiens kvindehåndboldlandshold.